# Carpe (anatomie)
Pour les articles homonymes, voir Carpe.
Le carpe chez les tétrapodes est le groupe d'os du poignet entre le radius, l'ulna et le métacarpe. Il désigne plus particulièrement la région du corps humain qui correspond au poignet. Il articule l'avant-bras avec le métacarpe.

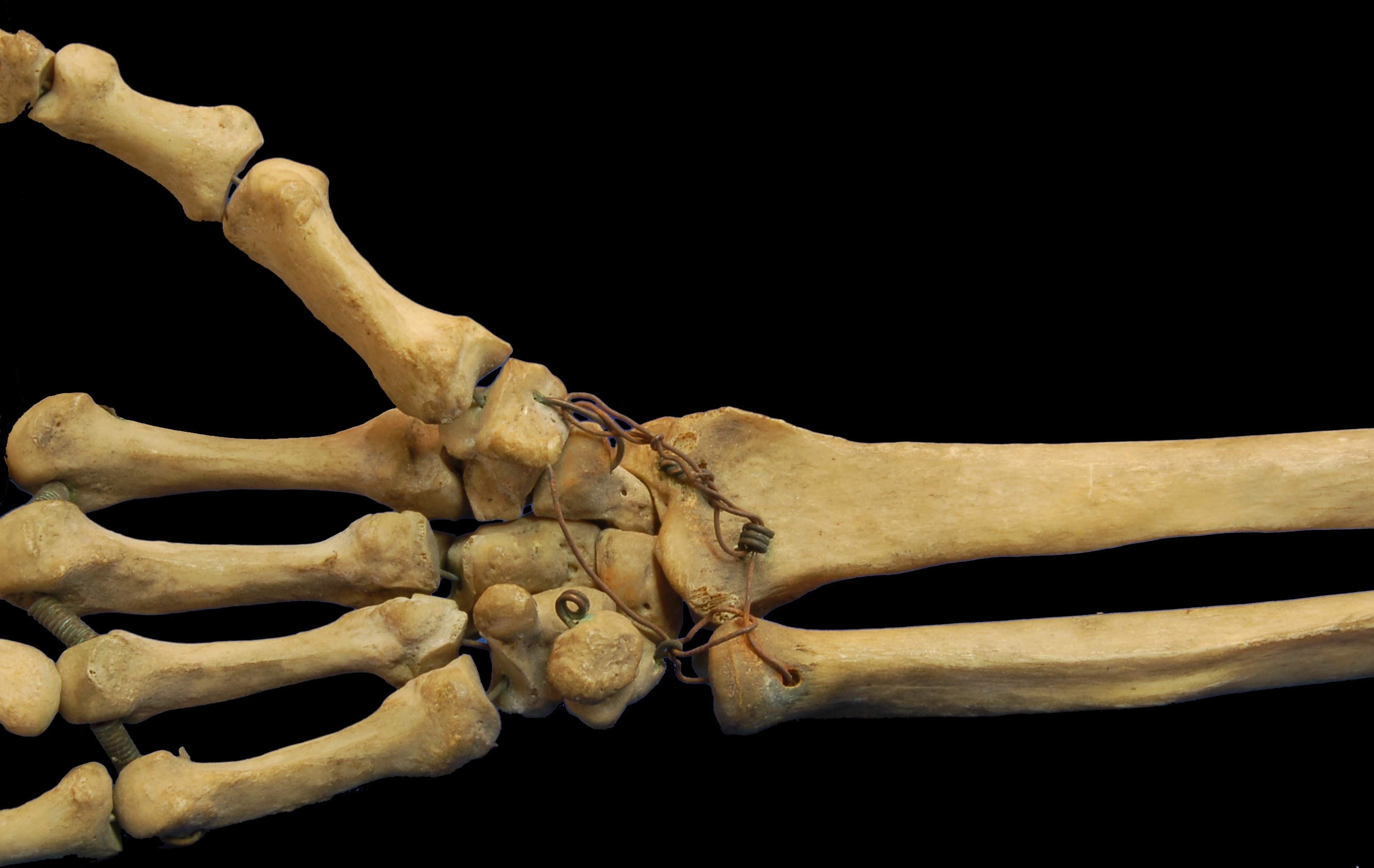
Os du carpe droit.

## Carpe chez l'humain

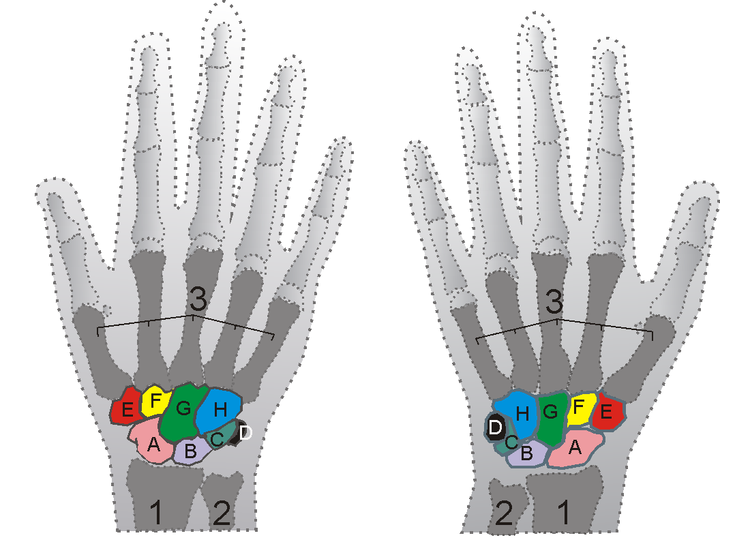
Région du carpe : main droite en face dorsale (dos de la main en haut) à gauche, en face palmaire (paume vers le haut) à droite. 1- radius. 2- ulna ou cubitus. 3- métacarpiens. A- scaphoïde ou naviculaire. B- lunatum ou semi lunaire. C- triquetrum ou pyramidal. D- pisiforme. E- trapèze. F- trapézoïde. G- capitatum ou grand os. H- hamatum ou os crochu.

Il est constitué de sept os courts et un os sésamoïde, répartis en deux rangées :
- première rangée :
  - os scaphoïde ou os naviculaire (A) ;
  - os lunatum ou os semi-lunaire (B) ;
  - os triquetrum ou os pyramidal (C) ;
  - os pisiforme ou os accessoire (os sésamoïde) (D) ;
- deuxième rangée :
  - os trapèze (E) ;
  - os trapézoïde (F) ;
  - os capitatum ou grand os (G) ;
  - os hamatum ou os crochu (H).

Ce système osseux complexe donne une grande liberté de mouvements à la main. Ces os forment une voûte à concavité ventrale, délimitant le sillon carpien fermé en avant par le rétinaculum des fléchisseurs formant le canal carpien, dans lequel passent les tendons fléchisseurs de la main, les artères et les nerfs. La zone légèrement creuse située sur la face dorsale de la main, à la racine du pouce, bien délimitée lorsque le pouce est en abduction, s'appelle la tabatière anatomique. On y sent battre la branche dorsale de l'artère radiale.
Il peut exister un os inconstant : l'os central du carpe.

## Pathologie
Les traumatismes de la main ou du poignet peuvent donner toutes sortes d'entorses, fractures ou luxations de ces os, pouvant causer des douleurs plus ou moins aiguës. Le diagnostic est souvent difficile, et le traitement nécessite souvent le recours à une chirurgie spécialisée.
La fracture du scaphoïde est une fracture pénible car ce dernier n'est irrigué que par une seule petite artère, ce qui ralentit sa guérison. Cette fracture survient lorsque la personne chute et tombe sur la paume de la main. La douleur n'est pas intense, elle ressemble à celle d'une simple entorse. Un hématome peut apparaitre sur le dos de la main. La douleur devient intense lors d'une prise d'appuis ou lorsque l'on touche au niveau de la tabatière anatomique. Selon le type de fracture, il est nécessaire d'immobiliser le poignet pendant trois mois pour une bonne guérison, ou bien d'utiliser une technique de vissage permettant de stabiliser la fracture. Il existe plusieurs complications comme la pseudarthrose, le cal vicieux ou bien l'ostéonécrose.
Le syndrome du canal carpien est une souffrance du nerf médian lié à une étroitesse du canal carpien.